# 香港男子排球代表隊
香港男子排球代表隊為代表香港參加國際賽和友誼賽的男排代表隊。

## 賽事紀錄

### 奧運
- 1964至2020 – 未取得資格

### 世錦賽
- 1949至2018 – 未進入或未取得資格

### FIVB世界盃
- 1965年世界盃男子排球賽1965至2019 – 未取得資格

## 著名球員
- 陳獻略[1]
- 蕭昌鴻